# توماس إم. بينيت
توماس إم. بينيت هو سياسي أمريكي، ولد في 8 يونيو 1956 في غيبسون سيتي في الولايات المتحدة. نشط حزبياً في الحزب الجمهوري. وقد انتخب عضو مجلس نواب إلينوي ‏.